# Campeonato Soviético de Xadrez de 1957
O Campeonato Soviético de Xadrez de 1957 foi a 24ª edição do Campeonato de xadrez da União Soviética, realizado em Moscou, de 20 de janeiro a 22 de fevereiro de 1957. A competição foi vencida por Mikhail Tal. Quartas de final ocorreram nas cidades de Frunze (vencida por Viktor Korchnoi com 17 pontos em 19 partidas), Tallin (Iivo Nei/Alexey Suetin, 14/19), Yerevan (Alexander Tolush, 15½/19); semifinais em Leningrado (Abram Khasin, 11½/19), Kharkov (Vitaly Tarasov, 11½/18) e Tbilisi (Tigran Petrosian, 14½/19). 

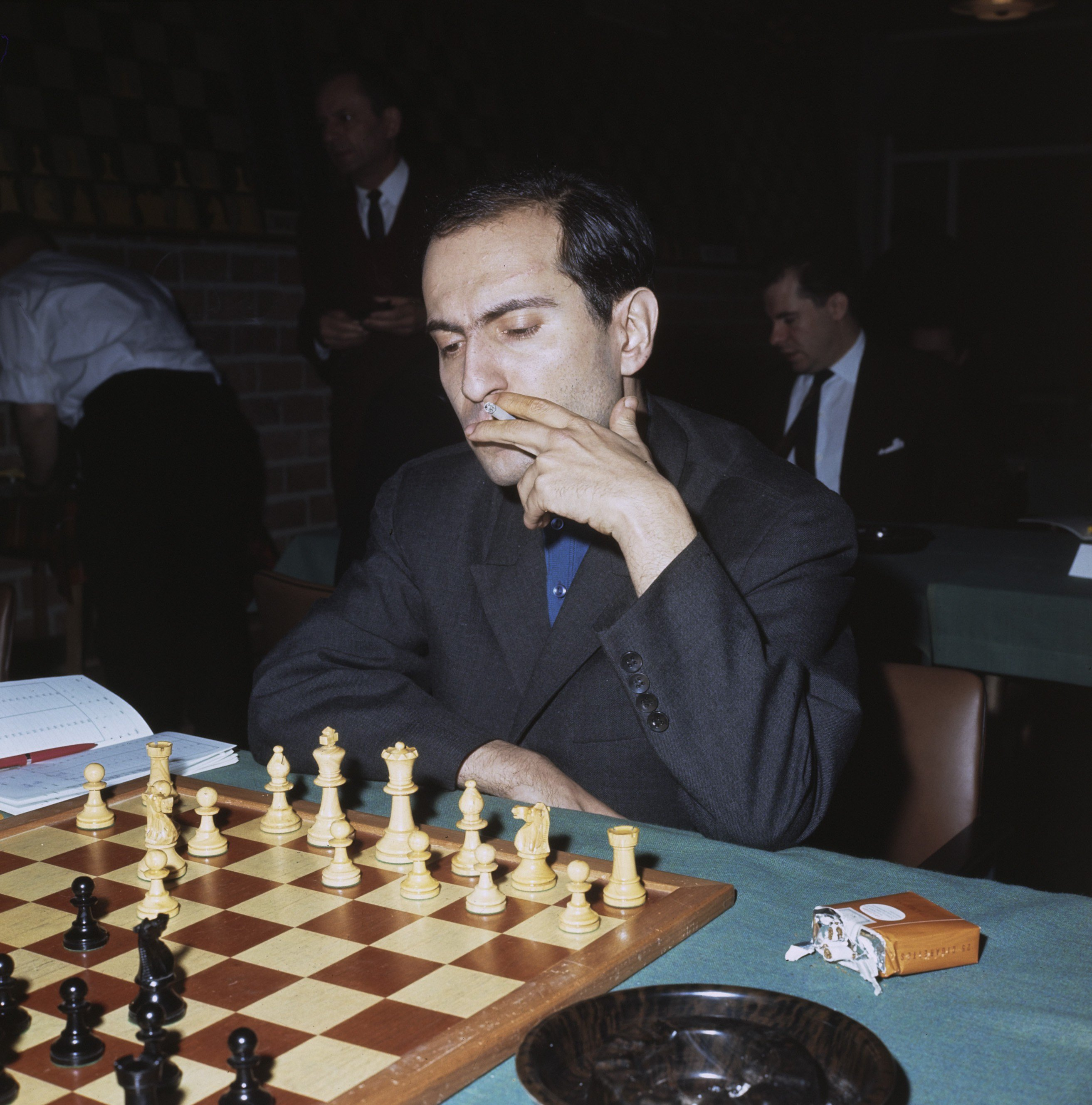
Mikhail Tal

## Classificação e resultados

### Semifinais
| N° | Jogador            | 1 | 2 | 3 | 4 | 5 | 6 | 7 | 8 | 9 | 10 | 11 | 12 | 13 | 14 | 15 | 16 | 17 | 18 | 19 | 20 | Total |
| -- | ------------------ | - | - | - | - | - | - | - | - | - | -- | -- | -- | -- | -- | -- | -- | -- | -- | -- | -- | ----- |
| 1  | Tigran Petrosian   | - | ½ | ½ | ½ | ½ | 1 | 1 | ½ | 1 | ½  | ½  | 1  | ½  | ½  | 1  | 1  | 1  | 1  | 1  | 1  | 14½   |
| 2  | Semyon Furman      | ½ | - | ½ | ½ | ½ | ½ | ½ | ½ | ½ | ½  | ½  | ½  | 1  | ½  | 1  | 1  | ½  | 1  | 1  | 1  | 12½   |
| 3  | Vladimir Antoshin  | ½ | ½ | - | 1 | ½ | ½ | ½ | 1 | ½ | 0  | 1  | ½  | 1  | 1  | 0  | ½  | ½  | 1  | ½  | 1  | 12    |
| 4  | Viktor Korchnoi    | ½ | ½ | 0 | - | ½ | ½ | 0 | 1 | 1 | ½  | ½  | ½  | ½  | ½  | 1  | 1  | 1  | ½  | 1  | 1  | 12    |
| 5  | Mikhail Tal        | ½ | ½ | ½ | ½ | - | ½ | 1 | 1 | ½ | 0  | ½  | 0  | 1  | ½  | ½  | ½  | 1  | ½  | 1  | 1  | 11½   |
| 6  | Bukhuti Gurgenidze | 0 | ½ | ½ | ½ | ½ | - | ½ | 0 | 1 | ½  | 0  | 1  | ½  | 1  | 1  | 1  | 1  | ½  | ½  | 1  | 11½   |
| 7  | Nikolai Krogius    | 0 | ½ | ½ | 1 | 0 | ½ | - | 0 | 1 | 1  | ½  | ½  | ½  | ½  | 1  | ½  | ½  | ½  | 1  | 1  | 11    |
| 8  | Jacob Yukhtman     | ½ | ½ | 0 | 0 | 0 | 1 | 1 | - | ½ | ½  | 1  | ½  | ½  | 1  | 1  | ½  | 0  | ½  | ½  | 1  | 10½   |
| 9  | Lev Polugaevsky    | 0 | ½ | ½ | 0 | ½ | 0 | 0 | ½ | - | 1  | ½  | ½  | ½  | ½  | ½  | 1  | 1  | 1  | 1  | 1  | 10½   |
| 10 | Aleksander Buslaev | ½ | ½ | 1 | ½ | 1 | ½ | 0 | ½ | 0 | -  | ½  | ½  | 0  | ½  | 0  | 1  | 1  | ½  | 1  | ½  | 10    |
| 11 | Yuri Kotkov        | ½ | ½ | 0 | ½ | ½ | 1 | ½ | 0 | ½ | ½  | -  | ½  | ½  | ½  | ½  | ½  | 1  | 1  | ½  | ½  | 10    |
| 12 | Vladlen Zurakhov   | 0 | ½ | ½ | ½ | 1 | 0 | ½ | ½ | ½ | ½  | ½  | -  | ½  | 1  | 0  | ½  | ½  | 1  | 1  | ½  | 10    |
| 13 | Sultan Khalilbeili | ½ | 0 | 0 | ½ | 0 | ½ | ½ | ½ | ½ | 1  | ½  | ½  | -  | ½  | ½  | 1  | 1  | ½  | ½  | 1  | 10    |
| 14 | Alexander Koblencs | ½ | ½ | 0 | ½ | ½ | 0 | ½ | 0 | ½ | ½  | ½  | 0  | ½  | -  | ½  | ½  | 1  | 1  | 1  | 1  | 9½    |
| 15 | Yuri Sakharov      | 0 | 0 | 1 | 0 | ½ | 0 | 0 | 0 | ½ | 1  | ½  | 1  | ½  | ½  | -  | 0  | ½  | 1  | 0  | ½  | 7½    |
| 16 | Eduard Gufeld      | 0 | 0 | ½ | 0 | ½ | 0 | ½ | ½ | 0 | 0  | ½  | ½  | 0  | ½  | 1  | -  | ½  | 1  | 1  | ½  | 7½    |
| 17 | Egor Chukaev       | 0 | ½ | ½ | 0 | 0 | 0 | ½ | 1 | 0 | 0  | 0  | ½  | 0  | 0  | ½  | ½  | -  | 1  | 1  | 0  | 6     |
| 18 | Boris Voronkov     | 0 | 0 | 0 | ½ | ½ | ½ | ½ | ½ | 0 | ½  | 0  | 0  | ½  | 0  | 0  | 0  | 0  | -  |    | 1  | 4½    |
| 19 | Genrikh Kasparian  | 0 | 0 | ½ | 0 | 0 | ½ | 0 | ½ | 0 | 0  | ½  | 0  | ½  | 0  | 1  | 0  | 0  |    | -  | 1  | 4½    |
| 20 | Tengiz Giorgadze   | 0 | 0 | 0 | 0 | 0 | 0 | 0 | 0 | 0 | ½  | ½  | ½  | 0  | 0  | ½  | ½  | 1  | 0  | 0  | -  | 3½    |

| N° | Jogador            | 1 | 2 | 3 | 4 | 5 | 6 | 7 | 8 | 9 | 10 | 11 | 12 | 13 | 14 | 15 | 16 | 17 | 18 | 19 | 20 | Total |
| -- | ------------------ | - | - | - | - | - | - | - | - | - | -- | -- | -- | -- | -- | -- | -- | -- | -- | -- | -- | ----- |
| 1  | Abram Khasin       | - | 1 | 1 | ½ | ½ | ½ | 1 | 1 | 1 | 0  | ½  | 0  | ½  | ½  | ½  | 0  | ½  | 1  | 1  | ½  | 11½   |
| 2  | Konstantin Klaman  | 0 | - | ½ | 0 | 1 | ½ | 1 | ½ | ½ | 1  | 1  | 1  | 1  | ½  | ½  | ½  | 0  | ½  | 1  | ½  | 11½   |
| 3  | Alexander Tolush   | 0 | ½ | - | ½ | ½ | 1 | 1 | 1 | 0 | 0  | 1  | ½  | ½  | 1  | 1  | ½  | ½  | ½  | ½  | 1  | 11½   |
| 4  | Lev Aronin         | ½ | 1 | ½ | - | ½ | ½ | ½ | 0 | ½ | ½  | 0  | ½  | 1  | 1  | ½  | ½  | 1  | ½  | 1  | 1  | 11½   |
| 5  | Boris Spassky      | ½ | 0 | ½ | ½ | - | ½ | ½ | ½ | ½ | 0  | 0  | 1  | ½  | 1  | ½  | 1  | 1  | 1  | 1  | 1  | 11½   |
| 6  | Efim Stoliar       | ½ | ½ | 0 | ½ | ½ | - | 0 | ½ | ½ | 1  | ½  | 1  | 1  | ½  | 1  | 0  | 1  | 0  | 1  | 1  | 11    |
| 7  | Vladas Mikenas     | 0 | 0 | 0 | ½ | ½ | 1 | - | 1 | ½ | 1  | ½  | 0  | ½  | ½  | ½  | 1  | 1  | 1  | 1  | ½  | 11    |
| 8  | Vasily Byvshev     | 0 | ½ | 0 | 1 | ½ | ½ | 0 | - | 1 | ½  | ½  | 0  | ½  | ½  | 1  | ½  | 1  | ½  | 1  | 1  | 10½   |
| 9  | Pavel Kondratiev   | 0 | ½ | 1 | ½ | ½ | ½ | ½ | 0 | - | ½  | ½  | 1  | ½  | 0  | 1  | ½  | 1  | ½  | 0  | 1  | 10    |
| 10 | Nikolay Novotelnov | 1 | 0 | 1 | ½ | 1 | 0 | 0 | ½ | ½ | -  | ½  | ½  | 0  | 1  | ½  | 1  | 0  | ½  | ½  | 1  | 10    |
| 11 | Viatcheslav Osnos  | ½ | 0 | 0 | 1 | 1 | ½ | ½ | ½ | ½ | ½  | -  | ½  | ½  | 1  | 0  | ½  | 0  | 1  | ½  | 1  | 10    |
| 12 | Grigory Goldberg   | 1 | 0 | ½ | ½ | 0 | 0 | 1 | 1 | 0 | ½  | ½  | -  | 0  | 0  | ½  | 1  | 1  | ½  | 1  | ½  | 9½    |
| 13 | Georgy Lisitsin    | ½ | 0 | ½ | 0 | ½ | 0 | ½ | ½ | ½ | 1  | ½  | 1  | -  | 0  | ½  | ½  | ½  | ½  | 1  | 1  | 9½    |
| 14 | Dmitry Rovner      | ½ | ½ | 0 | 0 | 0 | ½ | ½ | ½ | 1 | 0  | 0  | 1  | 1  | -  | ½  | ½  | 0  | 1  | 1  | 1  | 9½    |
| 15 | Alexander Kotov    | ½ | ½ | 0 | ½ | ½ | 0 | ½ | 0 | 0 | ½  | 1  | ½  | ½  | ½  | -  | 1  | ½  | 1  | 0  | 1  | 9     |
| 16 | Alexander Geller   | 1 | ½ | ½ | ½ | 0 | 1 | 0 | ½ | ½ | 0  | ½  | 0  | ½  | ½  | 0  | -  | ½  | 1  | ½  | ½  | 8½    |
| 17 | Israel Zilber      | ½ | 1 | ½ | 0 | 0 | 0 | 0 | 0 | 0 | 1  | 1  | 0  | ½  | 1  | ½  | ½  | -  | ½  | ½  | 1  | 8½    |
| 18 | Viacheslav Ragozin | 0 | ½ | ½ | ½ | 0 | 1 | 0 | ½ | ½ | ½  | 0  | ½  | ½  | 0  | 0  | 0  | ½  | -  | ½  | 1  | 7     |
| 19 | Iosef Slepoy       | 0 | 0 | ½ | 0 | 0 | 0 | 0 | 0 | 1 | ½  | ½  | 0  | 0  | 0  | 1  | ½  | ½  | ½  | -  | ½  | 5½    |
| 20 | Yakov Neishtadt    | ½ | ½ | 0 | 0 | 0 | 0 | ½ | 0 | 0 | 0  | 0  | ½  | 0  | 0  | 0  | ½  | 0  | 0  | ½  | -  | 3     |

| N° | Jogador              | 1 | 2 | 3 | 4 | 5 | 6 | 7 | 8 | 9 | 10 | 11 | 12 | 13 | 14 | 15 | 16 | 17 | 18 | 19 | Total |
| -- | -------------------- | - | - | - | - | - | - | - | - | - | -- | -- | -- | -- | -- | -- | -- | -- | -- | -- | ----- |
| 1  | Vitaly Tarasov       | - | ½ | ½ | ½ | ½ | ½ | ½ | ½ | ½ | ½  | 1  | ½  | ½  | ½  | ½  | 1  | 1  | 1  | 1  | 11½   |
| 2  | Rashid Nezhmetdinov  | ½ | - | ½ | ½ | ½ | 0 | ½ | 0 | 0 | 1  | 1  | 1  | 1  | 1  | ½  | 1  | ½  | 1  | 1  | 11½   |
| 3  | Ratmir Kholmov       | ½ | ½ | - | ½ | 1 | ½ | ½ | 0 | 1 | 1  | 0  | 0  | 1  | 1  | ½  | ½  | 1  | 1  | ½  | 11    |
| 4  | Isaac Boleslavsky    | ½ | ½ | ½ | - | ½ | ½ |   | ½ | ½ | 1  | ½  | ½  | ½  | 1  | 1  | ½  | ½  | 1  | 1  | 11    |
| 5  | Lev Aronson          | ½ | ½ | 0 | ½ | - | ½ | ½ | 1 | ½ | ½  | 1  | 1  | ½  | ½  | 1  | 0  | 1  | 1  | 0  | 10½   |
| 6  | Georgy Borisenko     | ½ | 1 | ½ | ½ | ½ | - | 0 | ½ | 1 | ½  | 0  | 0  | 1  | ½  | 1  | 1  | ½  | 1  | ½  | 10½   |
| 7  | Anatoly Bannik       | ½ | ½ | ½ |   | ½ | 1 | - | 1 | 0 | 0  | 1  | ½  | ½  | ½  | 0  | 1  | 1  | 1  | 1  | 10½   |
| 8  | Janis Klavins        | ½ | 1 | 1 | ½ | 0 | ½ | 0 | - | ½ | 1  | 1  | 0  | 0  | 0  | ½  | 1  | ½  | 1  | 1  | 10    |
| 9  | Iivo Nei             | ½ | 1 | 0 | ½ | ½ | 0 | 1 | ½ | - | 0  | ½  | ½  | ½  | ½  | 1  | 1  | 0  | 1  | 1  | 10    |
| 10 | Evgeni Vasiukov      | ½ | 0 | 0 | 0 | ½ | ½ | 1 | 0 | 1 | -  | 0  | 1  | ½  | 1  | 1  | ½  | ½  | 1  | 1  | 10    |
| 11 | Alexey Suetin        | 0 | 0 | 1 | ½ | 0 | 1 | 0 | 0 | ½ | 1  | -  | 1  | 1  | 0  | ½  | 1  | 1  | 0  | 1  | 9½    |
| 12 | Peter Romanovsky     | ½ | 0 | 1 | ½ | 0 | 1 | ½ | 1 | ½ | 0  | 0  | -  | 0  | 1  | 1  | 0  | ½  | 0  | 1  | 8½    |
| 13 | Alexander Chistiakov | ½ | 0 | 0 | ½ | ½ | 0 | ½ | 1 | ½ | ½  | 0  | 1  | -  | 1  | ½  | 0  | 1  | 0  | ½  | 8     |
| 14 | Yury Vasilchuk       | ½ | 0 | 0 | 0 | ½ | ½ | ½ | 1 | ½ | 0  | 1  | 0  | 0  | -  | ½  | 1  | ½  | 0  | 1  | 7½    |
| 15 | Leonid Shamkovich    | ½ | ½ | ½ | 0 | 0 | 0 | 1 | ½ | 0 | 0  | ½  | 0  | ½  | ½  | -  | 1  | ½  | ½  | 1  | 7½    |
| 16 | Arkady Makarov       | 0 | 0 | ½ | ½ | 1 | 0 | 0 | 0 | 0 | ½  | 0  | 1  | 1  | 0  | 0  | -  | 1  | ½  | 1  | 7     |
| 17 | Abram Zamikhovsky    | 0 | ½ | 0 | ½ | 0 | ½ | 0 | ½ | 1 | ½  | 0  | ½  | 0  | ½  | ½  | 0  | -  | ½  | 0  | 5½    |
| 18 | Iosif Livshin        | 0 | 0 | 0 | 0 | 0 | 0 | 0 | 0 | 0 | 0  | 1  | 1  | 1  | 1  | ½  | ½  | ½  | -  | 0  | 5½    |
| 19 | Avshalom Matskevich  | 0 | 0 | ½ | 0 | 1 | ½ | 0 | 0 | 0 | 0  | 0  | 0  | ½  | 0  | 0  | 0  | 1  | 1  | -  | 4½    |

Bannik e Aroson venceram Borisenko em um torneio desempate pela 6ª vaga.

### Final
Os classificados das semifinais juntaram-se a Taimanov, Keres e Bronstein (classificados diretamente a final por critérios de rankeamento da Federação Soviética) para jogar a final em Moscou. Mikhail Botvinnik e Vasily Smyslov não participaram por estar se preparando para o match pelo Campeonato Mundial.
| N° | Jogador             | 1 | 2 | 3 | 4 | 5 | 6 | 7 | 8 | 9 | 10 | 11 | 12 | 13 | 14 | 15 | 16 | 17 | 18 | 19 | 20 | 21 | 22 | Total |
| -- | ------------------- | - | - | - | - | - | - | - | - | - | -- | -- | -- | -- | -- | -- | -- | -- | -- | -- | -- | -- | -- | ----- |
| 1  | Mikhail Tal         | - | 1 | 1 | ½ | 1 | ½ | ½ | 1 | 0 | ½  | 1  | ½  | 0  | 1  | 1  | ½  | ½  | ½  | 1  | ½  | ½  | 1  | 14    |
| 2  | Paul Keres          | 0 | - | ½ | 0 | 1 | ½ | ½ | ½ | 1 | ½  | ½  | 1  | ½  | 1  | ½  | 1  | ½  | ½  | 1  | ½  | 1  | 1  | 13½   |
| 3  | David Bronstein     | 0 | ½ | - | ½ | 0 | ½ | ½ | ½ | ½ | 1  | ½  | ½  | 1  | ½  | 1  | 1  | 1  | 1  | 0  | 1  | 1  | 1  | 13½   |
| 4  | Boris Spassky       | ½ | 1 | ½ | - | ½ | ½ | ½ | ½ | ½ | ½  | ½  | 1  | 0  | ½  | 0  | ½  | 1  | 1  | 1  | ½  | 1  | 1  | 13    |
| 5  | Alexander Tolush    | 0 | 0 | 1 | ½ | - | 0 | ½ | 0 | ½ | 1  | 1  | 1  | ½  | ½  | 1  | 1  | 0  | 1  | ½  | 1  | 1  | 1  | 13    |
| 6  | Ratmir Kholmov      | ½ | ½ | ½ | ½ | 1 | - | ½ | 1 | ½ | 0  | 0  | ½  | ½  | ½  | 1  | ½  | 1  | ½  | ½  | 1  | ½  | 1  | 12½   |
| 7  | Viktor Korchnoi     | ½ | ½ | ½ | ½ | ½ | ½ | - | ½ | 1 | 0  | ½  | ½  | 1  | ½  | ½  | 0  | 1  | 0  | 1  | 1  | 1  | ½  | 12    |
| 8  | Tigran Petrosian    | 0 | ½ | ½ | ½ | 1 | 0 | ½ | - | ½ | ½  | 1  | 0  | ½  | 0  | 1  | 1  | 1  | ½  | ½  | ½  | 1  | 1  | 12    |
| 9  | Isaac Boleslavsky   | 1 | 0 | ½ | ½ | ½ | ½ | 0 | ½ | - | ½  | ½  | ½  | 1  | ½  | ½  | ½  | ½  | 1  | ½  | ½  | 1  | ½  | 11½   |
| 10 | Lev Aronin          | ½ | ½ | 0 | ½ | 0 | 1 | 1 | ½ | ½ | -  | ½  | 1  | ½  | 0  | 0  | ½  | ½  | 1  | 1  | ½  | 0  | 1  | 11    |
| 11 | Mark Taimanov       | 0 | ½ | ½ | ½ | 0 | 1 | ½ | 0 | ½ | ½  | -  | ½  | ½  | ½  | 1  | 1  | ½  | ½  | 1  | 1  | 0  | ½  | 11    |
| 12 | Semyon Furman       | ½ | 0 | ½ | 0 | 0 | ½ | ½ | 1 | ½ | 0  | ½  | -  | ½  | 1  | ½  | 1  | 1  | 0  | 0  | 1  | ½  | ½  | 10    |
| 13 | Rashid Nezhmetdinov | 1 | ½ | 0 | 1 | ½ | ½ | 0 | ½ | 0 | ½  | ½  | ½  | -  | ½  | 0  | 1  | 1  | 0  | 1  | 0  | ½  | 0  | 9½    |
| 14 | Anatolij Bannik     | 0 | 0 | ½ | ½ | ½ | ½ | ½ | 1 | ½ | 1  | ½  | 0  | ½  | -  | 1  | ½  | ½  | 0  | 0  | ½  | ½  | ½  | 9½    |
| 15 | Konstantin Klaman   | 0 | ½ | 0 | 1 | 0 | 0 | ½ | 0 | ½ | 1  | 0  | ½  | 1  | 0  | -  | 0  | ½  | 1  | 1  | ½  | ½  | 1  | 9½    |
| 16 | Vladimir Antoshin   | ½ | 0 | 0 | ½ | 0 | ½ | 1 | 0 | ½ | ½  | 0  | 0  | 0  | ½  | 1  | -  | 0  | 1  | 1  | ½  | ½  | 1  | 9     |
| 17 | Efim Stoliar        | ½ | ½ | 0 | 0 | 1 | 0 | 0 | 0 | ½ | ½  | ½  | 0  | 0  | ½  | ½  | 1  | -  | ½  | ½  | 1  | ½  | ½  | 8½    |
| 18 | Vladas Mikenas      | ½ | ½ | 0 | 0 | 0 | ½ | 1 | ½ | 0 | 0  | ½  | 1  | 1  | 1  | 0  | 0  | ½  | -  | 1  | 0  | 0  | 0  | 8     |
| 19 | Bukhuti Gurgenidze  | 0 | 0 | 1 | 0 | ½ | ½ | 0 | ½ | ½ | 0  | 0  | 1  | 0  | 1  | 0  | 0  | ½  | 0  | -  | 1  | 1  | 0  | 7½    |
| 20 | Abram Khasin        | ½ | ½ | 0 | ½ | 0 | 0 | 0 | ½ | ½ | ½  | 0  | 0  | 1  | ½  | ½  | ½  | 0  | 1  | 0  | -  | 1  | 0  | 7½    |
| 21 | Vitaly Tarasov      | ½ | 0 | 0 | 0 | 0 | ½ | 0 | 0 | 0 | 1  | 1  | ½  | ½  | ½  | ½  | ½  | ½  | 1  | 0  | 0  | -  | ½  | 7½    |
| 22 | Lev Aronson         | 0 | 0 | 0 | 0 | 0 | 0 | ½ | 0 | ½ | 0  | ½  | ½  | 1  | ½  | 0  | 0  | ½  | 1  | 1  | 1  | ½  | -  | 7½    |